# Lewis (seizoen 7)
Het zevende seizoen van Lewis liep van 7 januari 2013 tot en met 11 februari 2013 en bevatte drie afleveringen. Dit seizoen bevat drie afleveringen, gesplitst in twee delen voor Verenigd Koninkrijk. In andere landen werden deze afleveringen in het geheel uitgezonden.

## Rolverdeling
- Kevin Whately - inspecteur Robert Lewis
- Laurence Fox - rechercheur James Hathaway
- Rebecca Front - chief superintendent Jean Innocent
- Clare Holman -  patholoog-anatoom Laura Hobson

## Afleveringen
| Nr. | Aflevering | Titel                             | Regisseur   | Schrijver                      | Selectie gastrollen | Uitzenddatum                     |  |
| --- | ---------- | --------------------------------- | ----------- | ------------------------------ | --- | -------------------------------- |  |
| 25 | 1          | Down Among the Fearful Deel 1 + 2 | Brian Kelly | Simon Block Catherine Tregenna | Edwin Thomas - Reuben Beatty Catherine Steadman - Polly Beatty Beatie Edney - Justine Skinner Tuppence Middleton - Vicki Walmsley Neil Stuke - professor Andrew Crane Sanjeev Bhaskar - Kanan Dutta Lesley Vickerage - Katherine Dutta Emily Joyce - Jane Grace Adam Wadsworth - Joshua Grace                                          | 7 januari 2013 14 januari 2013   |  |
| Wanneer medium Randolph James vermoord wordt gevonden in zijn kantoor gaan Lewis en Hathaway op onderzoek uit. Het onderzoek krijgt een vreemde wending als blijkt dat het slachtoffer in werkelijkheid Reuben Beatty heette en werkzaam was als psycholoog op een faculteit. Hij werkte als medium om zo studie te doen als psycholoog. Lewis heeft moeite om deze zaak te ontrafelen, en vraagt zich af of de dader gezocht moet worden in de paranormale wereld of de normale wereld. Dan wordt de aandacht van Lewis en Hathaway gewekt door een echtpaar die pas hun dochter hebben verloren, en hiermee nog veel moeite hebben. |            |                                   |             |                                | |                                  |  |
| 26 | 2          | The Ramblin' Boy Deel 1 + 2       | Dan Reed    | Lucy Gannon                    | Simon Wilson - dr. Matt Whitby Lia Williams - Emma Barnes Mark Powley - Jack Cornish Lucy Speed - Louise Cornish Tom Brooke - Brian Miller Jessica Harris - Beverley Miller Peter Davison - Peter Faulkner Camilla Power - Tara Faulkner Taron Egerton - Liam Jay Nicholas McGaughey - Johnny Jay Babou Ceesay - rechercheur Alex Gray | 21 januari 2013 28 januari 2013  |  |
| Wanneer superintendent Jack Cornish, een voormalige collega van Lewis, wordt vermist en een gebalsemd lichaam in de bossen wordt gevonden, moet Lewis uitzoeken of er een connectie tussen hen bestaat. Terwijl Hathaway op sabbatical in Kosovo krijgt Lewis hulp van de jonge rechercheur Alex Gray. Het onderzoek leidt Lewis al snel naar Kosovo en roept dan toch de hulp in van Hathaway, die een drugs gerelateerde ontdekking doet. |            |                                   |             |                                | |                                  |  |
| 27 | 3          | Intelligent Design Deel 1 + 2     | Tim Fywell  | Stephen Churchett              | Stephen Churchett - Richard Seager Alison Steadman - Martha Seager Ariyon Bakare - Carl Drew Miranda Raison - Stella Drew Crystal Leaity - Rachel Cliff Jane Slavin - Debbie Cliff Josh Bolt - Adam Tibbit Edward Fox - dr. Yardley | 4 februari 2013 11 februari 2013 |  |
| Wanneer Richard Seager, een net ontslagen gevangene en voormalige professor, wordt doodgereden door zijn eigen auto gaan Lewis en Hathaway op onderzoek uit. Net voor zijn overlijden lukt het hem om de cijfer 500 in de auto te krassen. De professor zat gevangen voor het doodrijden van een jong meisje terwijl hij gedronken had, dit zorgt ervoor dat de familie van het meisje zeer verdacht zijn. Tijdens het onderzoek duikt er ineens een vergaand lichaam op, het blijkt te behoren aan een vermist Koreaans studente met de naam Soo. Nu vermoedt Lewis dat het eerste slachtoffer niet het cijfer 500 gekrast heeft maar de naam Soo, dit zorgt ervoor dat Lewis denkt dat deze twee zaken een connectie hebben. Lewis en Hathaway moeten nu aanwijzingen vinden in beide zaken om zo de dader te vinden. |            |                                   |             |                                | |                                  |  |